# Dioncophyllaceae
Dioncophyllaceae är en familj av tvåhjärtbladiga växter. Dioncophyllaceae ingår i ordningen nejlikordningen, klassen tvåhjärtbladiga blomväxter, fylumet kärlväxter och riket växter. Enligt Catalogue of Life omfattar familjen Dioncophyllaceae 3 arter. 
Kladogram enligt Catalogue of Life:
| Dioncophyllaceae | \| \| Dioncophyllum \| \| \| \| \| \| Habropetalum \| \| \| \| \| \| Triphyophyllum \| \| \| \| |
|                  | \| \| Dioncophyllum \| \| \| \| \| \| Habropetalum \| \| \| \| \| \| Triphyophyllum \| \| \| \| |
|                  | Dioncophyllum                                                                                   |
|                  |                                                                                                 |
|                  | Habropetalum                                                                                    |
|                  |                                                                                                 |
|                  | Triphyophyllum                                                                                  |
|                  |                                                                                                 |

## Bildgalleri

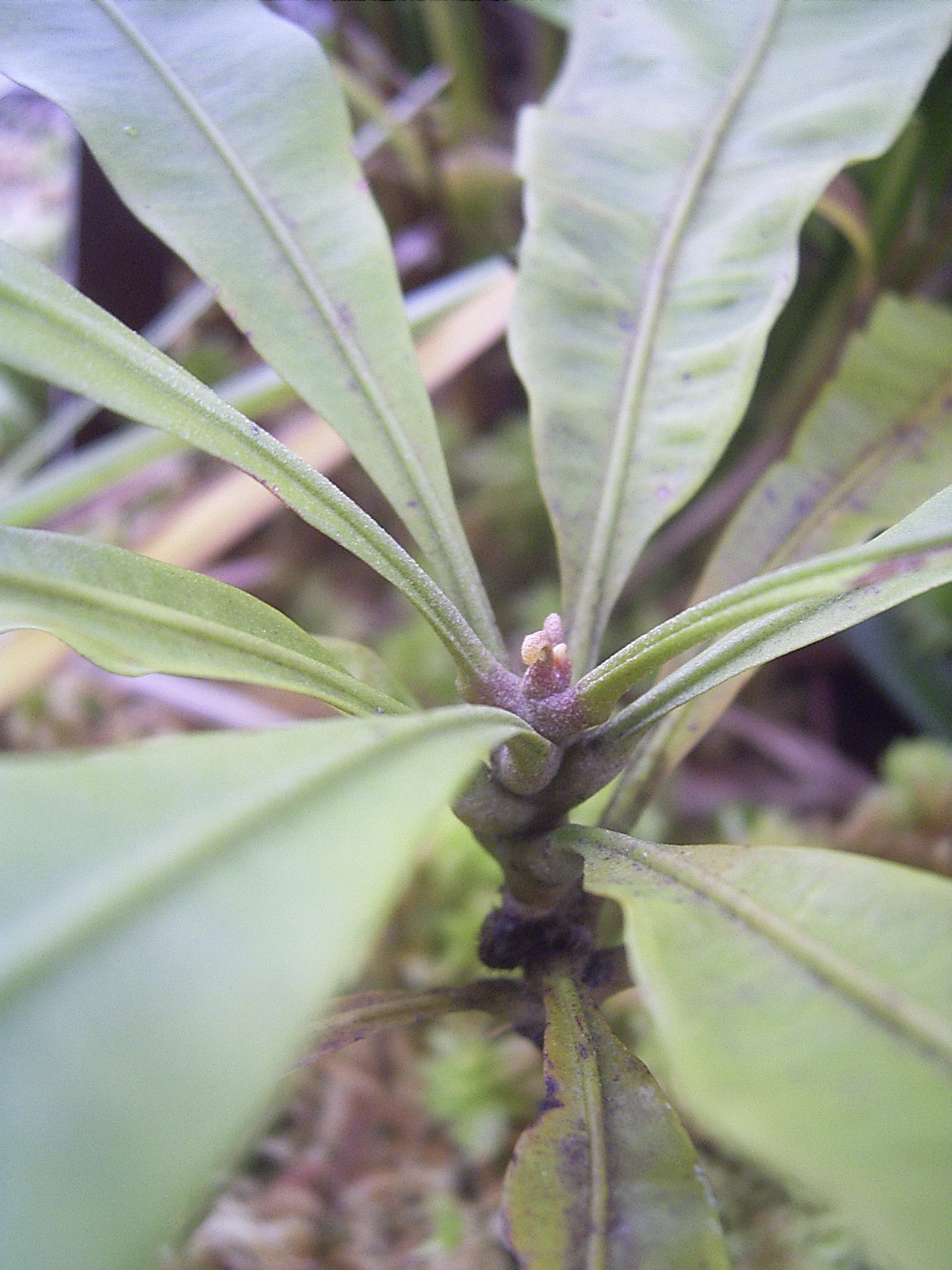